# Coenagria nana
Coenagria nana är en fjärilsart som beskrevs av Otto Staudinger 1892. Coenagria nana ingår i släktet Coenagria och familjen nattflyn. Inga underarter finns listade i Catalogue of Life.